# ロールス・ロイス・レイス

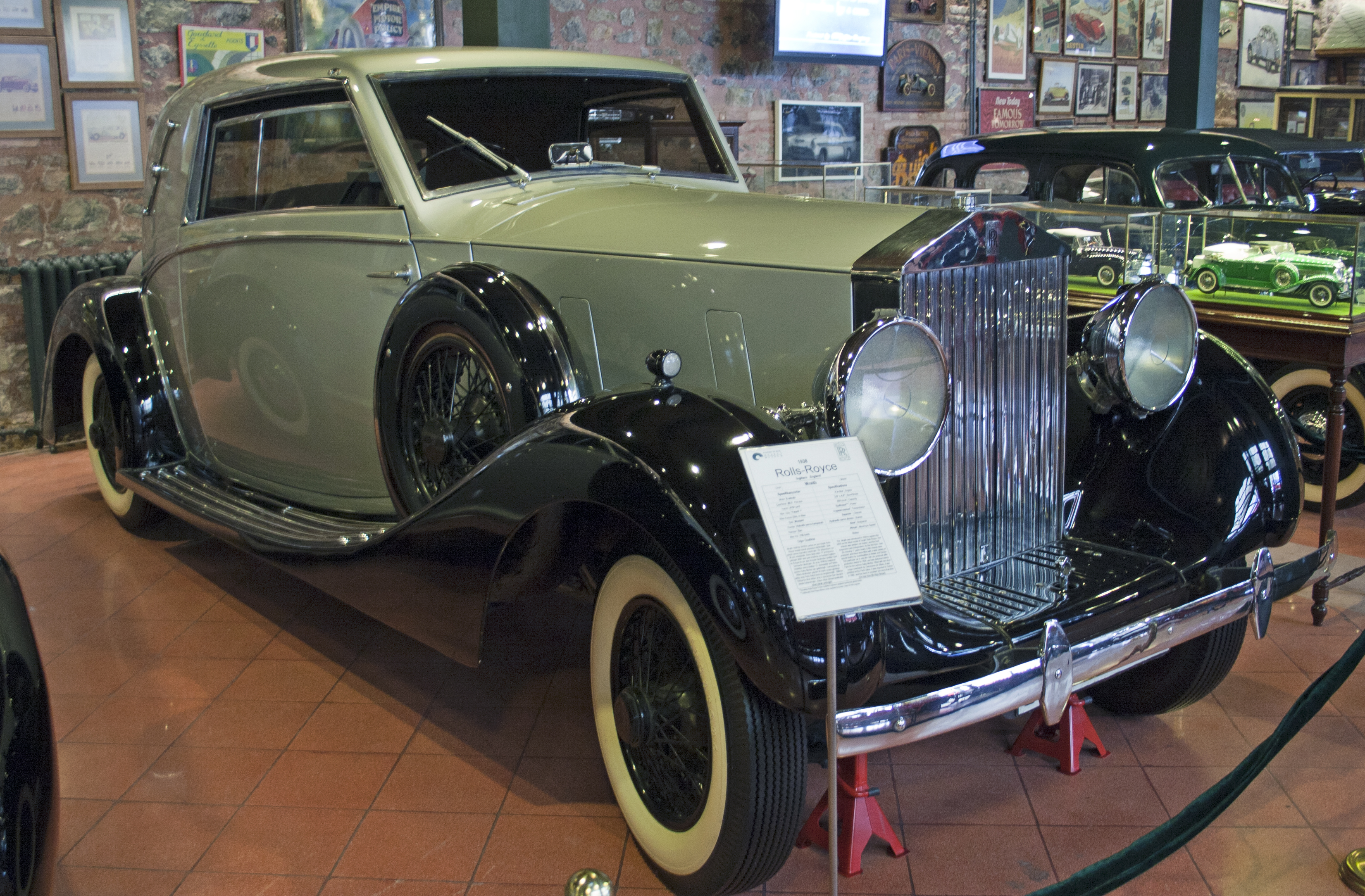
レイス、De Villarsが架装したクーペ

レイス（Wraith ）はロールス・ロイスが1938年から1939年に製造した高級車である。名称は「幽霊」「生霊」を意味する語（スコットランド語）。
前輪独立懸架などファントムIIIで取り入れた大胆な設計を25/30HPクラスに応用した車種で、「25/30HPの後継車種」であるとともに「ファントムIIIの小型版」とも見ることができる。
シャシはロールス・ロイスとしては初となる全溶接閉断面フレームを採用し、X字型に補強を入れて非常に強靭にできている。ホイールベースは25/30HPから4in伸長されて136inとなった。前輪独立懸架はファントムIIIと全く同一のセミトレーリング・ダブルウィッシュボーン式サスペンションで、これにより乗り心地と操縦性が改善した。このシャシは後にベントレー・マークVのベースとなっている。
25/30HPではギアレバーやハンドブレーキレバーが運転席ドア側にあり、乗り降りの際に足を掬われる危険があったが、これがずっと手元近くに移動され、安全になった。
発売間もなくドイツがポーランドに侵入し第二次世界大戦が激化、ロールス・ロイスは航空機用エンジンの大量生産に生産能力を傾注し乗用車の生産を中止したため、生産は少数に留まった。後継車種は戦後レイスベースでグレードダウンされ発売されたシルヴァーレイスである。